# Centro Culturale Aldo Rossi
Il Centro Culturale Aldo Rossi è un'istituzione culturale, espositiva ed educativa sita nel Comune di Borgoricco in provincia di Padova.
Al suo interno, al primo piano è presente il Museo della Centuriazione Romana.

## Storia
L'edificio è un'opera progettuale dell'architetto Aldo Rossi progettato nel 1983 assieme adiacente dove ha sede il Comune di Borgoricco.

## Ergonomia volumetrica
Gli spazi come di seguito esposto sono così organizzati:
- Il piano terra ospita il foyer ed Il Centro Civico Aldo Rossi composto dal teatro centrale e da 4 sale polifunzionali (Sala Palladio, Sala Giorgione, Sala Petrarca e Sala Vivaldi).
- Il primo piano ospita il Museo della Centuriazione Romana, gli accessi al primo anello del teatro e una sala regia.
- Il secondo piano include uno spazio espositivo e gli accessi al secondo anello del teatro.